# Andrena isabellina
Andrena isabellina är en biart som beskrevs av Warncke 1969. Andrena isabellina ingår i släktet sandbin, och familjen grävbin. Inga underarter finns listade i Catalogue of Life.